# Монтегю (усадьба в Лотарингии)
Замок Монтегю́ (фр. Château de Montaigu) — замок XVIII века у Ланёввиль-деван-Нанси рядом с Нанси. Принадлежит Лотарингскому музею.
В конце XVIII века Бон Прево, главный сборщик податей с ферм Лотарингии, занялся устройством загородной усадьбы. По приобретении имения в 1856 году маркиз Вожиро перестроил усадебный дом, превратив его в полноценное шато. С 1920 года здесь жил инженер-металлург Эдуар Сален (1889—1970), археолог, учёный и коллекционер. Он передал свой дом Лотарингскому музею вместе с парком. Часть парка отошла к соседнему Музею истории железа. С 1937 года замок причислен к памятникам истории Франции.
В музее представлены живопись, скульптура, мебель XVIII—начала XX веков, а также археологические экспонаты.